# 彼得·羅賓斯
彼得·羅賓斯（英語：Peter Robbins）是美國作家、講師和幽浮學家，以對藍道申森林事件的研究而聞名。

## 生平
出生於紐約市。在紐約視覺藝術學院畢業，獲得藝術學士學位。並在視覺藝術學院教授繪畫有十多年之久。
1980年代中期到2000年間，羅賓斯擔任外星人綁架事件研究專家巴德·霍普金斯的助理，協同調查UFO事件。
1997年，他與前美國軍人賴瑞·華倫出版了《Left at East Gate: A First-hand Account of the Rendlesham Forest Ufo Incident, Its Cover-up, and Investigation》，描述藍道申森林事件的經過，這本書費時九年才完成，出版後成為暢銷書。但在2017年，羅賓斯開始質疑華倫的說法，他認為藍道申森林事件確實發生過，但華倫的說法有不實之處。

## 外部連結
- 官方网站（英文）